# Bistum Kalemie-Kirungu
Das Bistum Kalemie-Kirungu (lateinisch Dioecesis Kalemiensis-Kirunguensis, französisch Diocèse de Kalemie-Kirungu) ist eine in der Demokratischen Republik Kongo gelegene römisch-katholische Diözese mit Sitz in Kalemie.

## Geschichte
Das Bistum Kalemie-Kirungu wurde am 11. Januar 1887 durch Papst Leo XIII. aus Gebietsabtretungen des Apostolischen Vikariates Tanganjika als Apostolisches Vikariat Upper Congo errichtet. Am 11. Juli 1939 wurde das Apostolische Vikariat Upper Congo in Apostolisches Vikariat Baudouinville umbenannt. Das Apostolische Vikariat Baudouinville gab am 10. Januar 1952 Teile seines Territoriums zur Gründung des Apostolischen Vikariates Kasongo ab.
Am 10. November 1959 wurde das Apostolische Vikariat Baudouinville durch Papst Johannes XXIII. mit der Apostolischen Konstitution Cum parvulum zum Bistum erhoben und dem Erzbistum Lubumbashi als Suffraganbistum unterstellt. Das Bistum Baudouinville gab am 24. April 1971 Teile seines Territoriums zur Gründung des Bistums Manono ab. Am 22. August 1972 wurde das Bistum Baudouinville in Bistum Kalemie-Kirungu umbenannt.

## Ordinarien

### Apostolische Vikare von Upper Congo
- Victor Roelens MAfr, 1895–1939

### Apostolische Vikare von Baudouinville
- Victor Roelens MAfr, 1939–1941
- Urbain Etienne Morlion MAfr, 1941–1959

### Bischöfe von Baudouinville
- Urbain Etienne Morlion MAfr, 1959–1966
- Ioseph Mulolwa, 1966–1972

### Bischöfe von Kalemie-Kirungu
- Ioseph Mulolwa, 1972–1978
- André Ilunga Kaseba, 1979–1988
- Dominique Kimpinde Amando, 1989–2010
  - Oscar Ngoy wa Mpanga CSSp, 2010–2015 (Apostolischer Administrator)
- Christophe Amade MAfr, seit 2015